# Международное радио Нидерландов
«Международное радио Нидерландов» (RNW от нидерл. Radio Nederland Wereldomroep) — нидерландская общественная медиа-организация, ведущая информационную деятельность в Африке, Латинской Америке и арабских странах. Штаб-квартира находится в городе Хилверсюм.
Публикации «RNW» ориентированы на аудиторию вне Нидерландов, прежде всего на молодёжь (от 15 до 30). Задача организации — содействовать свободе слова в тех частях мира, где люде не могут свободно получать информацию или не могут сформировать и выразить независимое мнение.
В прошлом «Международное радио Нидерландов» было международной коротковолновой радиостанцией (с конца XX века велось также спутниковое вещание). Трансляции на нидерландском, английском и индонезийском языке были прекращены в 2012 году из-за резких сокращений бюджета радиостанции нидерландским правительством и сопутствующего изменения её основных задач. Последней передачей, которая транслировалась на коротких волнах, стало ежедневное получасовое шоу для Кубы на испанском языке «El Toque», которое было прекращено 1 августа 2014 года.

## История

### Вещание на голландскую колониальную империю (1927—1939)
Нидерланды начали регулярное международное радиовещание в 1927 году, используя филипсовские коротковолновые станции «PHOHI» (в Голландской Ост-Индии, ныне Индонезия) и PCJJ (Эйндховен). В 1928 году появилась международная воскресная программа, которую вел Эдди Стартц. Он говорил на нескольких языках, включая английский, немецкий и испанский.
В 1937 в вещательном центре в Хёйзене была построена первая направленная антенна. По тем временам это была передовая технология, которая станет обычной только в 1960-х годах.
Передачи из Нидерландов были прерваны германским вторжением в мае 1940 года. Передатчик в Хёйзене стал использоваться для трансляции про-нацистских передач, некоторые из которых велись из Германии, а другие из оккупированных Нидерландов.

### Вещание в изгнании (1940—1945)
В 1941 году голландскому правительству в изгнании было предоставлено эфирное время на передатчиках «Би-би-си». Программа «Radio Oranje» содержала ежедневный комментарий по ситуации как в Нидерландах, так и в остальной империи (в Голландской Ост и Вест-Индии).
Как только страна была освобождена, Хенку Ван ден Бруку, одному из основных ведущих на «Radio Oranje», было поручено восстановление общественного вещания.
3 октября 1944 Ван ден Брук отправился в освобождённый Эйндховен и начал вести оттуда трансляции, назвав радиостанцию «Radio Nederland Herrijzend».

### После войны (1945 — настоящее время)
В июле 1945 года нидерландское правительство основало «Stichting Radio Nederland in den Overgangstijd» (Фонд «Радио Нидерланды в переходное время»), который отвечал за трансляции как на Нидерланды, так и международные.
Позже правительство решило разделить трансляции внутри страны и международные. 15 апреля 1947 года был основан «Stichting Radio Nederland Wereldomroep» (Фонд «Международное Радио Нидерландов»). В том же году начались трансляции на нидерландском, индонезийском и испанском языках. Позже к ним добавились трансляции на арабском и африкаанс (1949), французском (1969) и бразильском португальском (1974).
Радио Нидерландов всегда было независимым от нидерландского правительства, так как финансируется из 6 % налога на общественное вещание.